# فراي جيلارد
فراي جيلارد (بالإنجليزية: Frye Gaillard)‏ هو صحفي ومؤرخ وكاتب أمريكي، ولد في 1946 في موبيل في الولايات المتحدة.